# Santiago Aznar
Santiago Aznar Saratxaga (Bilbao, España, 9 de agosto de 1903 - Caracas, Venezuela, 19 de mayo de 1979) fue un político socialista del País Vasco, España.

## Biografía
Era hijo de una familia humilde y católica por parte paterna, y de una de las más ilustres y nobles casas de Vizcaya por parte de su madre. Santiago comenzó como aprendiz en artes gráficas para pasar a trabajar con su padre en un pequeño negocio familiar que este creó tras ser despedido de su empresa por haber participado en una huelga. Afiliado a la Unión General de Trabajadores, compaginó su trabajo con los estudios nocturnos en la propia UGT. Ingresó en las Juventudes Socialistas, de profunda raigambre en el País Vasco al ser su fundador otro bilbaíno, Tomás Meabe.
En 1921, la escisión comunista hizo que se resintieran de manera general las Juventudes Socialistas, y en especial las potentes agrupaciones vascas. Sin embargo, Santiago Aznar permaneció en la agrupación bilbaína.
Durante el directorio militar de la dictadura de Primo de Rivera, debió exiliarse en Francia hasta 1926, si bien cruzó ocasionalmente la frontera para contactar con su familia. La débil oposición a la dictadura primoriverista por parte de la UGT, dañó entre los trabajadores su credibilidad. Santiago Aznar, a su regreso a España en 1926, se esforzó en reorganizar el sindicato socialista, al tiempo que se situó claramente entre los sindicalistas que condenaron la dictadura. Así fue presidente de la UGT de Vizcaya hasta la llegada de la Segunda República.
Con las elecciones municipales de 1931 fue elegido concejal de Bilbao. Desde su puesto propuso que la ikurriña fuera nombrada la bandera oficial del País Vasco, lo que sucedió en 1936.[cita requerida] Participó activamente en la revolución de 1934, siendo detenido y condenado, aunque más tarde escapó de prisión. Cuando la victoria del Frente Popular en 1936 permitió que Santiago Aznar comenzase, junto con otros socialistas, una nueva movilización del PSOE en el País Vasco, la irrupción de la Guerra Civil pocos meses después desbarató sus planes. De manera inmediata, el Lendakari, José Antonio Aguirre, le nombró Consejero de Industria del Gobierno vasco. Sus buenos contactos con los trabajadores de la industria pesada y de armamento vasca, además de un gran prestigio en el entorno socialista, fueron su aval.
Destacó en este periodo su capacidad para movilizar los recursos propios del País Vasco que evitaran debilitar la actividad industrial, y así se mantuvieron abiertas y activas la mayoría de las fábricas y operativo el puerto bilbaíno. Cuando era inminente la toma por las tropas franquistas de todo el territorio vasco, Santiago Aznar, junto a Juan de Astigarrabía y Jesús María de Leizaola crearon la Junta de Defensa de Bilbao con un doble objetivo: mantener el orden y tratar de evitar que la toma de la ciudad se convirtiera en un acto sangriento. Caída Bilbao, huyó a Francia por Santoña, reuniéndose con el Gobierno vasco en el exilio en Barcelona.
Instalado tras la guerra en Marsella, debió abandonar la ciudad en 1942 con la ocupación nazi de Francia, marchando a México. En 1946 fue expulsado en el II Congreso del PSOE en el exilio, por su apoyo a las tesis secesionistas del Gobierno Vasco y sus afinidad con los nacionalistas. Tras dimitir posteriormente del Gobierno vasco finalizada la Segunda Guerra Mundial, todavía realizó gestiones para el lendakari en París y Londres. Después se estableció en el exilio en Caracas definitivamente.